# かさなる影
「かさなる影」（かさなるかげ）は、Hearts Growの4枚目、通算5枚目のシングル。2008年1月23日にエピックレコードジャパンより発売された。

## 概要
ミニアルバム『サマーチャンプルー』のリリースから5ヶ月ぶりとなる、2008年第1弾シングル。初回版特典として『銀魂』絵柄ワイドキャップステッカー仕様および『銀魂』書き下ろし透明ステッカー封入。
オリコン週間シングルチャートでは過去最高となる16位を記録した。

## エピソード
本作リリースの前後にHearts Growメンバーのユウヤ（ドラム）が肘の治療のためバンドを脱退した。そのためか、音楽雑誌等における本作の解説でHearts Growを「六人組バンド」としているにもかかわらず、イメージ写真には五人しか写っていないという事態になっていた。

## 収録内容
| 全作詞・作曲: Hearts Grow。 |                                                            |             |             |        |      |
| #                           | タイトル                                                   | 作詞        | 作曲・編曲  | 編曲   | 時間 |
| 1.                          | 「かさなる影」(TX系テレビアニメ『銀魂』オープニングテーマ) | Hearts Grow | Hearts Grow | Fabric | 4:49 |
| 2.                          | 「ソライロ」                                               | Hearts Grow | Hearts Grow | 江口亮 | 3:10 |
| 3.                          | 「エール」                                                 | Hearts Grow | Hearts Grow | 江口亮 | 3:34 |
| 4.                          | 「かさなる影 -instrumental-」                              | Hearts Grow | Hearts Grow |        | 4:49 |
| 合計時間:                   | 合計時間:                                                  | 合計時間:   | 16:22       |        |      |

## 収録アルバム
Hearts Growとしてのアルバムには収録されておらず（本作リリースから2009年12月の活動休止までアルバムをリリースしていない）、タイトル曲「かさなる影」が『銀魂』主題歌集『銀魂BEST』やオムニバス盤『アニソンLOVE! 蒼組』に収録されているのみである。